# Michel Borges
Michel de Souza Borges (Rio de Janeiro, 16 de junho de 1991) é um pugilista brasileiro.
Participou dos Jogos Olímpicos de Verão de 2016, no Rio de Janeiro.

## Principais conquistas
- Medalha de ouro - Campeonato Continental Pan-Americano 2013 - Santiago, Chile
- Medalha de ouro - Copa do Pacífico 2012 - Guayaquil, Equador
- Medalha de ouro - Campeonato Sul-Americano de Boxe - Rancagua, Chile[3]